# Aptônimo
Aptônimo ou aptrônimo é um recurso de linguagem que é trabalhado através de nomes, em geral, de personagens; no uso de um aptônimo o nome adquire uma função especial na criação e caracterização de figuras. Quando utilizado, tal recurso pode valer-se da sonoridade, etimologia, significados sociais, caráter onomatopaico, dentre outros meios, para refletir um determinado aspecto de seu dono: caráter, profissão, tiques e maneirismos, função na narrativa, ou mero estratagema de comicidade.